# 二線四星
二線四星。為中華民國警察職務階级之一，中階警察幹部，佩階二線四星，官等列「警正三階至警正一階」，同一般公務員薦任第七職等至薦任第九職等，相當於軍職中校。上級為三線一星，下級為二線三星。

二線四星（第五序列）職務階級識別章

## 概要
經公務人員特種考試（一般）警察人員考試及格，並經中央警察大學畢業或訓練合格，依法任職。

## 主要職稱
警政署（本部）
- 專員

中央警察大學
- 學生總隊：副大隊長
- 校長室：秘書
- 副校長室：秘書
- 編審

警政署所屬機關
- 航警局：副分局長、副大隊長
- 國道警局：公路警察大隊長、刑事警察副大隊長
- 保警總隊：督察長、科長、大隊長、維安特勤隊長、督察、秘書
- 鐵路警局：督察長、科長、分局長、護車大隊長、刑事警察大隊長
- 港警總隊：督察長

刑事警察局
- 副大隊長、研究員、技正

地方警察局（本部）
- 直轄市：直屬隊隊長、專員、技正
- 縣市：主任秘書、督察長、大隊長、科長、主任、直屬隊隊長、警務參

地方警察局所屬機關
- 直轄市：副分局長、副大隊長
- 縣市：分局長
- 連江縣警察局：刑警隊隊長,警察所所長

臺灣警察專科學校
- 大隊長、編審、技正、教官

## 相等職級
- 內政部消防署 二線四星「警正三階至二階」

- 海洋委員會海巡署艦隊分署「警正二階至一階」

中華民國內政部消防署：副大隊長、技正、專員、主任、督察、秘書、課長

中華民國海洋委員會海巡署艦隊分署：組主任、海巡隊（機動隊）副隊長、艦長、主任秘書

- 法務部矯正署 二線四星「薦任第七職等至第九職等」

中華民國法務部矯正署：科長、女監主任、警衛隊隊長、女所主任

- 警視（例：中小規模警察署長、大規模警察署副署長）～警視正（例：大規模警察署署長）：（日本警察）
- 海洋委員會海巡署三線二星

## 有名之虛構人物
- 臺灣電視劇《台灣靈異事件》：尚智